# Позитиван стрес
Позитиван стрес, еустрес, еуфорични стрес је позитиван несклад између доживљеног и жељеног стања, под условом да је присуство ове разлике важно за појединца. Иако на први поглед изгледа пардоксално стрес није увек само контрапродуктиван и не представља само кочницу у животу. Истраживања су показала да је еустрес код одређених особа неопходан, како би се успешно избориле са разним изазовима са којима се свакодневно сусрећу. 
Стрес у великим количинама може бити контрапродуктиван и извор акутних и хроничних стресних поремећаја, али ако индивидуа уме и зна да га каналише на прави начин, он може постати непресушни извор мотивације и стабилног здравља. Зато се за еустрес може рећи да он позитивно делује на физиолошке функције преко којих успешно делује на биолошке процесе укључене у физички опоравак и имунитет.
Позитивне и негативне реакције на дејство стресора вероватно делују удружено, али су оне одвојене по интентитету, различите, у више варијанти, и вероватно у сталној интеракцији, са различитим физиолошких и психолошким индикаторима. Еустрес је у корелацији са здравственим, благостањем и позитивним перформансама и у сталном суочавању са генералним дејством негативне реакције и резултата у циљу проналажења нечег позитивног у негативном. Имајући у виду да је одговор на стрес комплексна реакција, вероватно да у свакој датој ситуацији појединац може имати корист како од стреса тако и од еустресног одговора. Зато се за еустрес може рећи да...одражава степен до којег когнитивне процене ситуације видљиво користе појединцу да побољша своје психичко и физичко благостање.

## Општа разматрања
По дефиницији, стрес је облик природног прилагођавања огранизма суоченог са неком тешком ситуацијом. У тим условима стрес је знак адаптације тела на новонастале промене у средини у којој се тренутно налази, или када нека особа на лош начин интерпретира његово значење. И поред тога што многи лекари криве стрес за изазивање већине психосоматских болести, бројна истраживања почев од 1974. године, па надаље, указују и на постојање позитивног стреа или еустреса.
Ако је агресија сувише јака, организам је под стресом, тешко да се њим бори и може да изазове последице. Међутим иако се стрес сматра препреком коју треба пребродити, он може да постане јак стимуланс, ако је присутан у „малој дози”, и извор здравља и способности јер побољшава капацитете организма за адаптацију у тешким ситуацијама. Узмимо за пример врхунске спортисте, који успевају да извуку оно најпозитивније из стреса, и да би у противном њихови успеси били много мањи. Такође током неког важног догађаја нпр. пословног састанка, стрес помаже да се особа лакше концентрише и да брже реагује.

### Нивои стреса
- Одсуство стреса - опуштеност
- Еустрес (еуфорични стрес) - облик стреса у којем повећано узбуђење побољшава активност, подиже ниво адреналина и подстиче на деловање.
- Фаза узнемирености - када додатно узбуђење почиње са слаби ефикасност неке особе
- Крајња узнемиреност - пад ефикасног функционисања под утицајем јаког стреса.

## Крива стреса
На кривој стреса уочавају се четири одвојена подручја, у оквиру којих сваки ниво има посебне услове и манифестације:
Подручје опуштености
Ово подручје могло би се описати; као живот без баса, са осећајем пријатаности, у оквиру кога се не испољава претерана забринутост...живот је леп, нема потребе да бринем. 
За ово подручје може се рећи да је приближно идеалном, што понекд није сасвим тачно, јер живот једноставно пролази покрај ових особа. У том смислу реалније је ово подручје посматрати као „привремено боравиште”, и свако се не треба опустити јер претерано опуштање може бити лоше на исти начин као и претерана напетост...затегнуте струне на виолини лепо свирају, а претегнуте пуцају.
Подручје динамичности - узбуђење.
У овом подручју особа је узбуђена, одушевљена и ужива. Она је напета али даје све од себе, и одлучнила је, да јој је важан сваки тренутак. Њен мото је... време лети, и зато ради оно шта волиш и постижи изазовне циљеве.
Подручје узнемирености
У овом подручју већ почиње забринутост, расте концентрација због промена у организму а ситуација се чини неподношљивом. Особа у таквом стању не зна одакле да почне, нико је не схвата под каквим је притиском, настаје права катастрофа, због превише посла и агресија. Ако је особа превише у подручју динамичности неминовно ће улетети у следећу зону (која није нимало пријатна).
Већина особа не може избећи ово подручје, у коме ако се кратко задржи нема, а ако се дуже задржи има последице. Већину особа такво стање забрињава, али оне сматрају...да се забринутост не односи на сва подручја њиховог живота и да то стање не траје заувек.
Подручје дубоке узнемирености
У овом подручју особа је претрпана проблемима и не види излаз из наметнуте ситуације. Ситуација је тако тешка да „заклања будућност” и особа стиче утисак да јој нема спаса, и о томе отприлике овако размишља...Живот ми је права катастрофа, нема излаза, бескористан сам, све је против мене, не могу више да поднесем, ни на шта не могу да се концентришем
Многи бораве краће или дуже у овом подручју, које може бити са тежим последицама ако траје дуго, док већина најчешће налази „сламку спаса”.